# St. Joseph (Schloß Neuhaus)

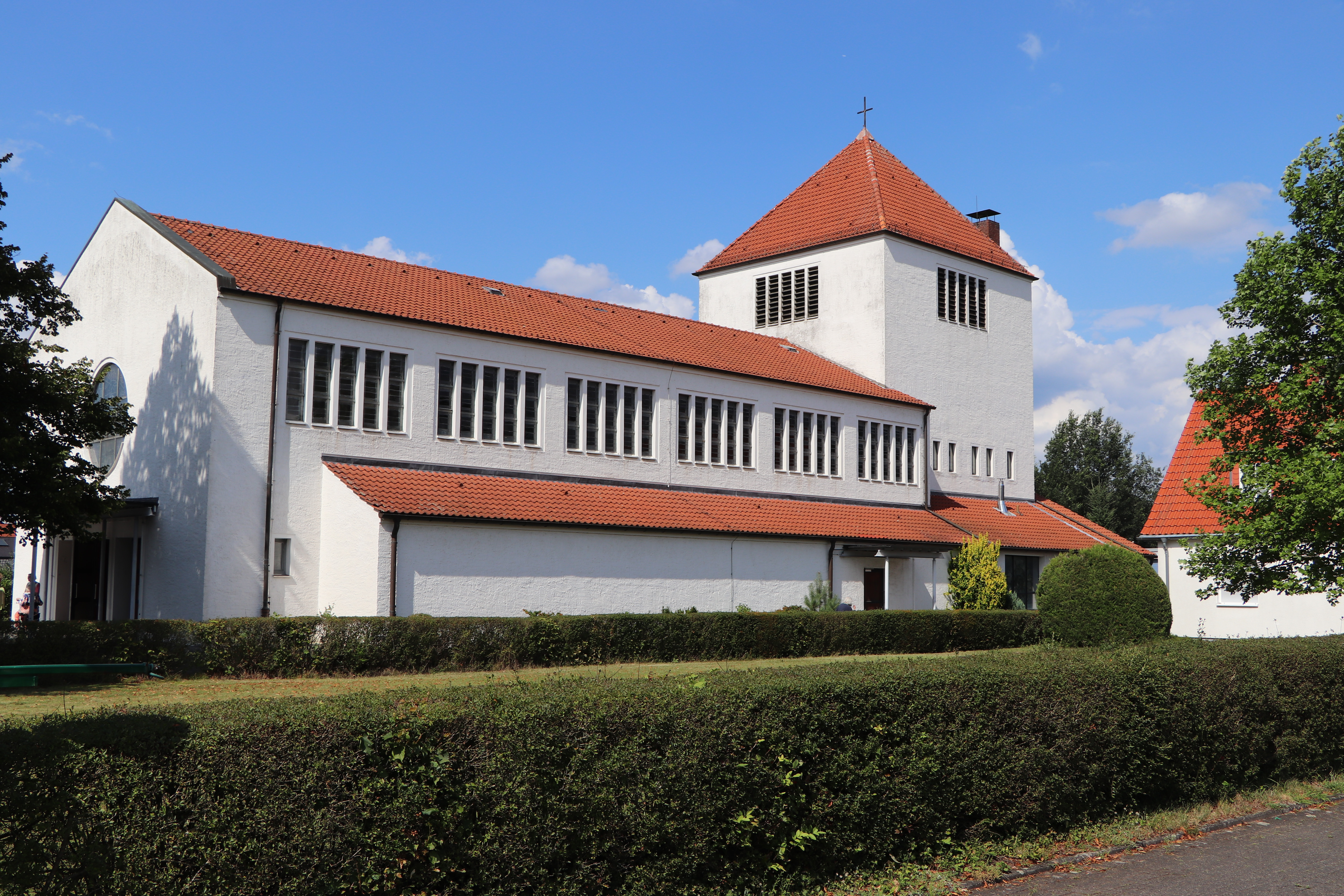
St. Joseph in Mastbruch

St. Joseph ist eine katholische Pfarrkirche im Paderborner Stadtteil Schloß Neuhaus-Mastbruch. Kirche und Gemeinde gehören zur Pfarrei Hl. Martin von Tours im Dekanat Paderborn des Erzbistums Paderborn.

## Geschichte
Ursprünglich gehörten die Katholiken in Mastbruch zur Gemeinde in Schloß Neuhaus. Nach dem Ersten Weltkrieg wuchs die Zahl der Gläubigen stark an, so dass die Kirche oft überfüllt war. Die Situation entspannte sich leicht, als 1924 die Gemeinde St. Michael in Sennelager eingerichtet wurde. Pfarrer Wurm aus Neuhaus schlug deshalb vor, auch im Ortsteil Mastbruch eine eigene Kirche zu errichten. Er hatte ein Grundstück ins Auge gefasst und schlug vor, eine Spendensammlung für den Neubau durchzuführen. Auf einer Versammlung der Gemeinde wurde dies jedoch von den Gläubigen abgelehnt, weil sie kein Geld aufbringen konnten.
Während des Zweiten Weltkrieges stieg die Zahl der Gläubigen abermals an, so dass der Pfarrer Wittler aus Neuhaus 1943 wiederum vorschlug, eine eigene Gemeinde in Mastbruch zu gründen. In einem Teil des Mastbrucher Waisenhauses wurde am Ostersonntag, 1. April 1945, die erste Messe gelesen. Zeitgleich lag der Ortskern von Neuhaus unter Artilleriebeschuss. Von nun an wurden regelmäßig Messen in Mastbruch gelesen, die wegen des hohen Zuspruchs oft im Freien stattfinden mussten.
Im Mai des Jahres bekam die Pfarrvikarie eine Behelfskirche aus Staumühle. Die Militärbaracke wurde in der Senne abgebaut und gegenüber der Schule in Mastbruch aufgebaut. Offiziell wurde die Baracke als Kindergarten genutzt, da zu dieser Zeit im Dritten Reich noch keine Kirchbauten genehmigt wurden. Am 26. August 1945 wurde die Kirche eingeweiht. 600 Gläubige verfolgten den Gottesdienst, den eine Kapelle mitgestaltete. Zwischen zwei Kiefern hing eine Glocke aus der Rochuskapelle in Neuhaus. Diese wurde zur Einschmelzung eingezogen, konnte jedoch in einem Paderborner Betrieb entdeckt werden.
Im Dezember 1945 wurde die Pfarrvikarie St. Joseph ohne eigene Vermögensverwaltung offiziell eingerichtet. Ab dem 1. Januar 1946 wurden Kirchenbücher geführt. Der Ausbau der Behelfskirche wurde weiter vorangetrieben. 1947 wurde von der Firma Benteler ein Metallgerüst aufgestellt, das als Glockenturm diente. Die Glocke kam aus der Pfarrkirche in Schloß Neuhaus. Ein Jahr später wurde auf die Sakristei ein Holzturm gesetzt und die Kirchturmuhr aus Neuhaus hierhin versetzt.
Im August 1947 wurde mit dem Neubau einer Vikarie begonnen. Das Baumaterial war schwer zu beschaffen, jedoch konnten 20 Zentner Roggen gegen 200 Zentner Zement getauscht werden. Die Dachziegel bekam man aus Alfen. 1949 konnte der Neubau bezogen werden. Im November des Jahres begann man mit einer Spendensammlung für den Neubau der Pfarrkirche. Die Gemeinde musste etwa ein Drittel der Bausumme, das waren 50.000 Mark, selbst aufbringen. Bis Januar 1950 konnten so 11.000 Mark gesammelt werden. 1951 wurde weiter gesammelt. Rund um die Vikarie sammelten sich schon Baustoffe an, da Kies und Steine bereits beschafft werden konnten. Mit Hilfe von Krediten konnte der Kirchenvorstand im Januar 1952 den Bau der neuen Pfarrkirche beschließen.
Im März des Jahres begannen die Bauarbeiten, am 23. März 1952 war der erste Spatenstich. Von den Plänen des Architekten Josef Lucas wich man insoweit ab, als man das Langschiff um ein Joch kürzer baute. Ende Juni konnte das Richtfest gefeiert werden. Am 3. Advent, dem 14. Dezember 1952, weihte der Paderborner Erzbischof Lorenz Jaeger die Kirche. 1954 wurde die Orgel eingebaut.
1957 konnten 25.000 Mark für drei neue Glocken gesammelt werden. 1960 wurde die Behelfskirche, die inzwischen als Veranstaltungsort genutzt wurde, verkauft und abgetragen. Im Oktober 1961 beantragte der Kirchenvorstand beim Erzbischöflichen Generalvikariat um die Erhebung zur Pfarrei. Dies entsprach dem Antrag zum 6. Mai 1962. 1966/67 wurden auf dem Pfarrgrundstück ein Kindergarten und ein Jugendheim errichtet.

Im Jahr 1970 wurde die Kirche grundlegend renoviert. 1979 wurde die vorhandene Orgel erweitert. 1980 begann man mit Planungen für ein Pfarrzentrum. 1984 begann man mit der Sammlung von Spenden und begann im Jahr darauf mit dem Bau. Das Zentrum konnte am 1. Februar 1987 eingeweiht werden. Bei der zweiten Kirchenrenovierung 1990/91 diente das Pfarrzentrum als Gottesdienstort. 

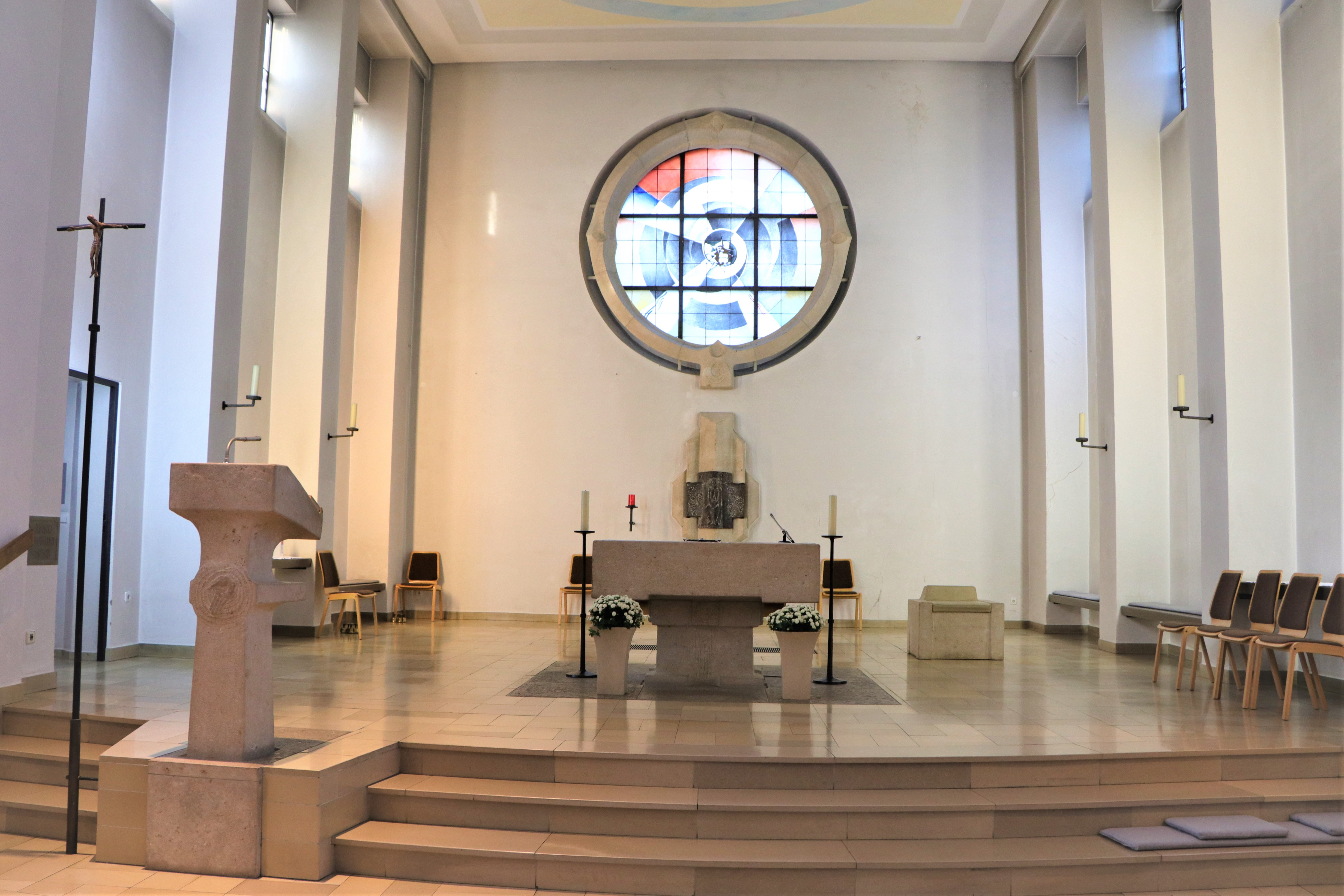
Chorraum von St. Joseph, geschaffen 1990/91 von Johannes Niemeier

Zum 1. Dezember 2002 wurde die Gemeinde mit der St.-Heinrich-und-Kunigunde-Gemeinde in Schloß Neuhaus zum Pastoralverbund Schloß Neuhaus zusammengelegt. Nach Anschluss des Pastoralverbunds Paderborn-Sennelager erfolgte 2017 die Umwandlung des Verbunds in die neu gegründete Pfarrei Hl. Martin von Tours.

## Pfarrer und Vikare
- 1945−1950 Karl Jelkmann
- 1950−1958 Paul Witte
- 1958−1961 Friedrich Mathey
- 1961−1976 Theodor Schlüter (ab 1962 Pfarrer)
- 1977−1993 Wolfgang Schmidt
- 1993−2002 Stefan Wigger
- 2002−2004 Matthias König (Pfarrer im Pastoralverbund, jetzt Weihbischof in Paderborn)
- 2004–2022 Peter Scheiwe
- 2022-heute Tobias Dirksmeier